# Emma Marcegaglia

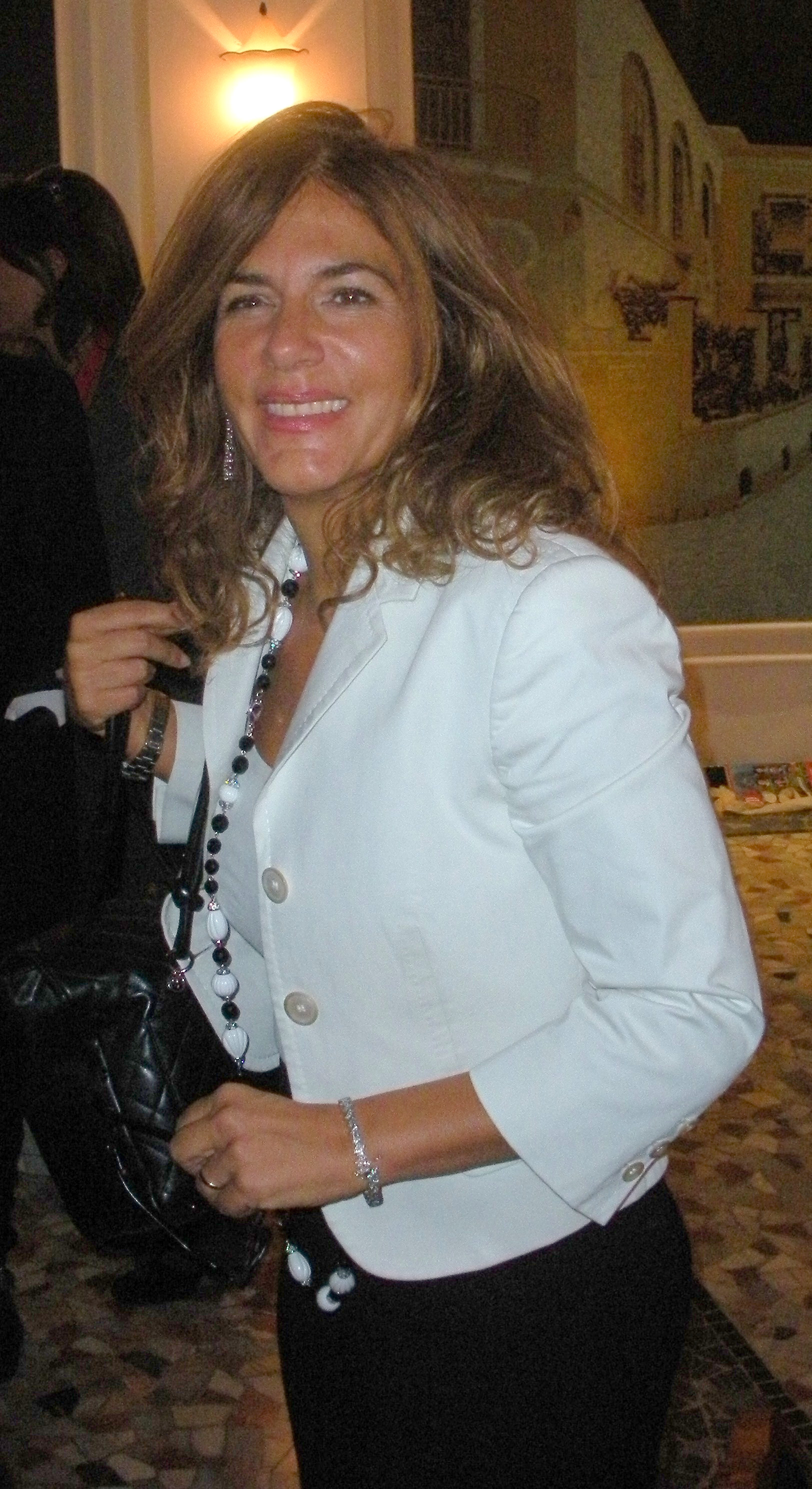
Emma Marcegaglia

Emma Marcegaglia (ur. 24 grudnia 1965 w Mantui) – włoska ekonomistka, przedsiębiorca, przewodnicząca Confindustrii i BusinessEurope, prezes koncernu Eni.

## Życiorys
W 1989 ukończyła studia z zakresu ekonomii i handlu na Uniwersytecie Bocconi. Odbyła też studia podyplomowe typu MBA na New York University.
W 1990 jej ojciec, Steno Marcegaglia, powierzył jej kierowanie firmą Albarella, spółką prawa handlowego, kontrolowaną przez rodzinną firmę Marcegaglia. Wkrótce wraz z bratem Antoniem została jedną z osób zarządzających Marcegaglią, zajmującą się głównie obróbką i przetwórstwem stali. Zaczęła również obejmować szereg kierowniczych funkcji w zarządach i radach nadzorczych innych przedsiębiorstw z różnych branży. Zaangażowała się również w działalność Confindustrii – Powszechnej Konfederacji Przemysłu Włoskiego, głównego zrzeszenia włoskich przemysłowców i pracodawców. Od 1996 do 2000 była przewodniczącą ruchu młodych przedsiębiorców (Movimento dei Giovani Industriali). W latach 2000–2002 i 2004–2008 pełniła funkcję wiceprzewodniczącej konfederacji. W 2008 została wybrana na przewodniczącą Confindustrii, stając się pierwszą kobietą stojącą na czele tej organizacji. Funkcję tę pełniła do 2012.
W 2013 stanęła na czele BusinessEurope (kierowała nią do 2018). W 2014 powołana na prezesa koncernu gazowego i petrochemicznego Eni, zarządzając nim do 2020.

## Odznaczenia
W 2011 odznaczona Legią Honorową V klasy.